# Kill This Love (canção)
"Kill This Love" é uma canção gravada pelo grupo feminino sul-coreano Blackpink. Foi lançada em 5 de abril de 2019 através da YG e Interscope Records, como a faixa-título do segundo EP coreano do grupo com o mesmo nome. Foi escrita por Teddy Park e Bekuh BOOM e produzida por eles ao lado de 24 e R.Tee. O single foi descrito como uma música electropop, cujas letras falam sobre a decisão das meninas de terminar um relacionamento tóxico. 
Um videoclipe que acompanha a música foi dirigido por Seo Hyun-seung e postado no canal de Blackpink no YouTube simultaneamente com o lançamento da música. Após o lançamento, o videoclipe quebrou o recorde de mais visualizações em 24 horas, acumulando 56,7 milhões de visualizações e, em julho de 2020, acumulou mais de 900 milhões de visualizações na plataforma. Uma versão em japonês da música foi lançada em outubro de 2019. 
Comercialmente, a música alcançou as paradas em 27 países. Ela alcançou o número dois na Coreia do Sul e se tornou a melhor música nas paradas de um grupo feminino sul-coreano nos Estados Unidos e no Reino Unido.

## Antecedentes
Yang Hyun-suk, o antigo CEO da YG Entertainment, anunciou em fevereiro de 2019 que o Blackpink estava programado para voltar com um EP em março. A música e o EP foram anunciados em 25 de março. Entre 31 de março e 1 de abril, várias imagens individuais foram postadas em suas contas de mídia social.

## Composição e letra
A música foi escrita por Teddy Park e Bekuh BOOM, que já havia escrito "Ddu-Du Ddu-Du", enquanto a produção era realizada por eles ao lado de R.Tee e 24. Suas letras foram descritas como um "hino de separação" e o single em si foi descrita como um stomping, brassy electropop e com elementos de trap.  A música contém "buzinas altas e percussão marcial", com Rosé e Jisoo liderando os pré-refrões "apaixonados" sobre terminar. A música termina com um "grito de guerra imperial para cortar o peso morto". J.M.K. da Billboard observou que o conceito de "garota apaixonada" do grupo nunca se sentiu mais visceral do que com essa música.

## Videoclipe
Um videoclipe que acompanha a música foi dirigido por Seo Hyun-seung e filmado em meados de março. Foi lançado simultaneamente com a música. Após o lançamento do videoclipe, Kill This Love obteve simultaneamente os recordes de vídeo mais curtido e mais visto no YouTube, atingindo 1 milhão de curtidas em 28 minutos e 56,7 milhões de visualizações dentro de 24 horas após o lançamento, com média de 650 visualizações por segundo durante esse período de intervalo e tornando o vídeo mais visto do YouTube nas primeiras 24 horas após o lançamento. Além disso, tornou-se o vídeo mais rápido a alcançar 100 milhões de visualizações no YouTube, fazendo isso em aproximadamente 2 dias e 14 horas, batendo o recorde estabelecido pelo colega artista coreano Psy com "Gentleman" em 2013. Também estabeleceu o recorde de maior estreia no YouTube, com 979.000 espectadores simultâneos. Em 9 de abril, o vídeo de prática de dança de "Kill This Love" foi lançado no canal oficial do Blackpink no YouTube. A emissora pública sul-coreana KBS proibiu o videoclipe "por violar a Lei de Trânsito do país", devido a uma cena em que Rosé é vista dirigindo um carro em alta velocidade sem cinto de segurança.

## Promoção
Blackpink promoveu a música em vários programas musicais na Coreia do Sul, incluindo Show! Music Core e Inkigayo. "Kill This Love" e outras músicas do EP do mesmo título foram apresentadas no Coachella em 12 de abril.

## Desempenho comercial
"Kill This Love" estreou no número 25 da Gaon Digital Chart, com apenas um dia e meio nas paradas, depois chegando ao número 2 na segunda semana, dando ao grupo sua sexta música no top cinco. Nos Estados Unidos, a música estreou no número 41, vendendo 7.000 cópias puras na primeira semana e acumulando 18,6 milhões de streams. A música ficou na Hot 100 por um total de quatro semanas consecutivas. No Reino Unido, "Kill This Love" chegou ao número 33, o mais alto de qualquer ato feminino sul-coreano.

## Prêmios e indicações
| Publicação               | Lista                                                          | Posição | Ref.   |
| ------------------------ | -------------------------------------------------------------- | ------- | ------ |
| Amazer                   | Canções de K-pop com mais Covers de 2019                       | 1       | [ 23 ] |
| Billboard                | As 100 Melhores Músicas de 2019: Lista de Funcionários         | 66      | [ 24 ] |
| Billboard                | As 25 Melhores Músicas de K-pop de 2019: Escolhas dos Críticos | 21      | [ 25 ] |
| Pitchfork                | Os 20 Melhores Videoclipes de 2019                             | 14      | [ 26 ] |
| BuzzFeed                 | Melhores Videoclipes de K-pop de 2019                          | 9       | [ 27 ] |
| CelebMix                 | As 10 Melhores Músicas do KPOP de 2019                         | 5       | [ 28 ] |
| Paper                    | As 50 Melhores Músicas da Paper de 2019                        | 1       | [ 29 ] |
| Refinery29               | As Melhores Músicas de K-Pop de 2019                           | 17      | [ 30 ] |
| Rolling Stone India      | Os 10 Melhores Videoclipes de K-pop de 2019                    | —       | [ 31 ] |
| South China Morning Post | As 10 melhores músicas de K-pop de 2019                        | 2       | [ 32 ] |
| YouTube                  | Top 10 MVs mais assistidos de 2019 na Coreia                   | 4       | [ 33 ] |

| Ceremônia                | Ano  | Categoria                                    | Resultado | Ref.   |
| ------------------------ | ---- | -------------------------------------------- | --------- | ------ |
| Melon Music Awards       | 2019 | Melhor Faixa Rap/Hip Hop                     | Indicado  | [ 34 ] |
| Mnet Asian Music Awards  | 2019 | Canção do Ano                                | Indicado  | [ 35 ] |
| Mnet Asian Music Awards  | 2019 | Melhor Perfomance de Dance de Grupo Feminino | Indicado  | [ 35 ] |
| MTV Video Music Awards   | 2019 | Melhor K-Pop                                 | Indicado  | [ 36 ] |
| People's Choice Awards   | 2019 | Videoclipe de 2019                           | Indicado  | [ 37 ] |
| Gaon Chart Music Awards  | 2020 | Canção do Ano – Abril                        | Indicado  | [ 38 ] |
| iHeartRadio Music Awards | 2020 | Melhor Videoclipe                            | Pendente  | [ 39 ] |
| iHeartRadio Music Awards | 2020 | Coreografia de Videoclipe Favorito           | Pendente  | [ 39 ] |

| Programa       | Data                | Ref.   |
| -------------- | ------------------- | ------ |
| Inkigayo (SBS) | 21 de abril de 2019 | [ 40 ] |
| Inkigayo (SBS) | 26 de maio de 2019  | [ 41 ] |

## Desempenho nas tabelas musicais

### Tabelas semanais
| Tabela musical (2019)                         | Melhor posição |
| --------------------------------------------- | -------------- |
| Argentina (Argentina Hot 100)                 | 42             |
| Áustria (Ö3 Austria Top 75)                   | 45             |
| Bélgica (Ultratip Bubbling Under de Flandres) | 22             |
| Bélgica (Ultratip Bubbling Under da Valônia)  | 31             |
| Canadá (Canadian Hot 100)                     | 11             |
| República Checa (Singles Digitál Top 100)     | 26             |
| Estônia (Eesti Tipp-40)                       | 9              |
| Finlândia Digital Song Sales (Billboard)      | 9              |
| França (SNEP)                                 | 126            |
| Alemanha (Offizielle Deutsche Charts)         | 58             |
| Grécia (IFPI)                                 | 23             |
| Hungria (Rádiós Top 40)                       | 7              |
| Hungria (Stream Top 40)                       | 12             |
| Japão (Japan Hot 100)                         | 6              |
| Japão Combined Weekly Singles (Oricon)        | 20             |
| Letônia (LAIPA)                               | 16             |
| Lituânia (AGATA)                              | 9              |
| Malásia (RIM)                                 | 1              |
| Países Baixos (Single Top 100)                | 83             |
| Nova Zelândia (Recorded Music NZ)             | 24             |
| Portugal (AFP)                                | 42             |
| Rússia (Tophit)                               | 17             |
| Escócia (Scottish Singles Chart)              | 40             |
| Singapura (RIAS)                              | 13             |
| Eslováquia (Singles Digitál Top 100)          | 22             |
| Coreia do Sul (Hot 100)                       | 2              |
| Coreia do Sul (Gaon)                          | 2              |
| Espanha (PROMUSICAE)                          | 55             |
| Suécia (Sverigetopplistan)                    | 56             |
| Suíça (Schweizer Hitparade)                   | 45             |
| Reino Unido (UK Singles Chart)                | 33             |
| Estados Unidos (Billboard Hot 100)            | 41             |
| US World Digital Song Sales (Billboard)       | 1              |

### Tabelas de fim de ano
| Tabelas musicais (2019)   | Posições |
| ------------------------- | -------- |
| Japão (Billboard Hot 100) | 60       |
| Malásia (RIM)             | 7        |
| Coreia do Sul (Gaon)      | 45       |

Nota: Na Austrália, o EP ficou em número 18 na parada de singles, mas o single não foi reconhecido separadamente.

## Histórico de lançamento
| Região         | Data                  | Formato                    | Gravadoras    | Ref.   |
| -------------- | --------------------- | -------------------------- | ------------- | ------ |
| Várias         | 4 de abril de 2019    | Download digital streaming | YG Interscope | [ 77 ] |
| Estados Unidos | 7 de maio de 2019     | Contemporary hit radio     | Interscope    | [ 78 ] |
| Japão          | 28 de outubro de 2019 | Download digital           | Interscope    | [ 79 ] |